# ترپادره
ترپادره (به اسپانیایی: Torrepadre) یک شهرستان در اسپانیا است که در کاستیا و لئون واقع شده‌است.

## خصوصیات
ترپادره ۲۸ کیلومترمربع مساحت و ۹۵ نفر جمعیت دارد و ۸۰۱ متر بالاتر از سطح دریا واقع شده‌است.